# Tipula (Eumicrotipula) riveti riveti
Tipula (Eumicrotipula) riveti riveti is een ondersoort van de tweevleugelige Tipula (Eumicrotipula) riveti uit de familie langpootmuggen (Tipulidae). De ondersoort komt voor in het Neotropisch gebied.